# Poliamidy
Poliamidy – polimery, zawierające wiązania amidowe −C(O)−NH− w swoich łańcuchach głównych.
Wykazują bardzo silną tendencję do krystalizacji, dodatkowo wzmacnianą tworzeniem się wiązań wodorowych między atomem tlenu i azotu z dwóch różnych grup amidowych. Dzięki temu poliamidy są twardsze i trudniej topliwe niż poliestry, znacznie przewyższając pod tym względem polimery winylowe. Z poliamidów produkuje się przede wszystkim włókna zwane często nylonami i aramidami oraz tworzywa sztuczne o podwyższonej odporności mechanicznej (tworzywa konstrukcyjne) nadające się np. do produkcji kół zębatych.
Poliamidy otrzymuje się w procesach polimeryzacji lub polikondensacji. Najstarszą metodą syntezy poliamidów jest polikondensacja kwasów dwukarboksylowych z diaminami.

Synteza poliamidu 66 (4) z kwasu adypinowego (1) i heksametylenodiaminy (2) ze wstępnym wytworzeniem soli AH (3)

Użycie w tej reakcji kwasu adypinowego i heksametylenodiaminy (1,6-heksylodiaminy) prowadzi do otrzymania poliamidu 66 – powszechnie wykorzystywanego do produkcji rajstop.
Obecnie częściej stosowaną metodą syntezy poliamidów jest reakcja między chlorkami kwasowymi i diaminami.

Synteza poliamidu 66 z chlorku kwasu adypinowego i 1,6-heksylodiaminy

Synteza poliamidu 6 z kaprolaktamu

W jej wyniku otrzymuje się większość pozostałych poliamidów, a także włókna oparte na poliamidach aromatycznych takie jak kevlar.
Jeszcze inną metodą otrzymywania poliamidów, jest polimeryzacja z otwarciem pierścienia cyklicznych laktamów.
W jej wyniku otrzymuje się np. polikaprolaktam, czyli poliamid 6.
Poliamidy są obecnie najważniejszym tworzywem konstrukcyjnym używanym w wielu branżach, m.in. w motoryzacji, przemyśle lotniczym, elektronicznym i elektrotechnicznym, a także odzieżowym oraz medycynie.
Roczne zapotrzebowanie na poliamidy w Europie plasuje się na poziomie miliona ton. W Europie poliamidy produkują wszystkie czołowe koncerny chemiczne.

## Produkcja w Europie
Najwięksi producenci poliamidu 6 w Europie:
1. BASF – 240 tys. ton rocznie
2. Lanxess – 170 tys. ton rocznie
3. Radici – 125 tys. ton rocznie
4. Domo – 115 tys. ton rocznie
5. Grupa Azoty (w zakładach w Tarnowie i Guben)[8] – 170 tys. ton rocznie[9]

## Produkcja w Polsce
W Polsce dominującym producentem poliamidu 6 jest Grupa Azoty. Nazwy handlowe spotykane w Polsce to np. Tarnamid, Alphalon lub Ertalon.